# یول سولا
یول سولا (انگلیسی: Yoel Sola؛ زادهٔ ۱۰ آوریل ۱۹۹۲) بازیکن فوتبال اهل اسپانیا است.
از باشگاه‌هایی که در آن بازی کرده‌است می‌توان به باشگاه فوتبال اوساسونا اشاره کرد.